# تافيانو
تافيانو (بالإيطالية: Taviano)‏ هي بلدية في مقاطعة ليتشي في إقليم بوليا الإيطالي.

## السكان
في سنة 1861 بلغ عدد السكان 2٬230 نسمة، وتطور العدد ليصل في سنة 2011 لـ 12٬492 نسمة.
يظهر هذا المخطط البياني تطور النمو السكاني لـ تافيانو